# Lesquereuxia
Lesquereuxia es un género con una sola especie, Lesquereuxia syriaca, de plantas de flores perteneciente a la familia Scrophulariaceae. 
- Datos: Q9021891